# Star Wars Jedi Knight: Dark Forces II
 (juillet 2011).
Star Wars Jedi Knight: Dark Forces II est un jeu vidéo de tir à la première personne et à la troisième personne développé par LucasArts, sorti en 1997 sur PC,,,. Deuxième opus de la série des Star Wars: Jedi Knight, il est la suite du jeu Star Wars: Dark Forces.
Le joueur incarne le personnage de Kyle Katarn, un chevalier Jedi en devenir de l'univers étendu de Star Wars, un an après les évènements de Star Wars: le Retour du Jedi.
Depuis sa sortie, Jedi Knight a reçu un accueil critique relativement enthousiaste pour ses améliorations suite à son prédécesseur Dark Forces. Le jeu a bénéficié d'une extension, Star Wars: Jedi Knight - Mysteries of the Sith, sortie en 1998, suivie de Jedi Knight II: Jedi Outcast, en 2002.

## Scénario
Au lendemain de la bataille d’Endor, Kyle Katarn apprend du droïde 8T88 que Jerec faisait partie de ceux qui ont tué son père, Morgan Katarn, protecteur de la Vallée des Jedi aux côtés de Qu Rahn.
Malgré le désaccord du Conseil Jedi, Johun Othone a tout de même construit un monument en l'honneur des héros des Forces de la Lumière et de leur dirigeant, le Seigneur Hoth, près du site de la bataille de Ruusan. Le monument se compose entre autres d'un mausolée décoré d'immenses statues et d'une chambre de méditation possédant le cristal d'Adegan pour les Jedi. Les bâtiments sont faits de pierres provenant de diverses planètes.
Une légende raconte que les esprits des Jedi y sont emprisonnés. Pour les habitants de Ruusan, les esprits seront libérés quand un Chevalier Jedi reviendra pour « détruire l'équilibre naturel ».
Les bâtiments n'ayant pas été officialisés, le Conseil des Jedi oublia la Vallée qui devint par la suite un endroit légendaire.
Le Jedi Rahn, croyant que l'Empire galactique ou bien les Jedi Noirs essaieraient de tirer avantage du pouvoir enfermé dans la Vallée des Jedi, essaya de cacher son existence, jusqu'au jour où Morgan Katarn découvrit son emplacement. Ils furent tous les deux assassinés par le Jedi noir Jerec, qui cherchait la Vallée des Jedi pour son propre intérêt. Kyle Katarn, le fils de Morgan, suivit Jerec et atteint à son tour la Vallée. Par la suite, il vainquit Jerec et réussit à garder l'emplacement de la Vallée secret.
Des années plus tard, Desann, utilisant une ruse, fit retourner Kyle vers la Vallée pour le suivre et découvrir son emplacement. Il utilisa le pouvoir émanant de la Vallée afin de transmettre artificiellement la force à ses troupes appelées « Reborn Jedi » en anglais. Dessan et son armée attaquèrent l'Académie Jedi, mais furent arrêtés par Luke Skywalker et Kyle Katarn.
Kyle partagea le secret de la Vallée avec Jan Ors et Luke Skywalker pour que le site soit étudié par les Jedi.

### Personnages
- Kyle Katarn : Chevalier Jedi.

### Ennemis rencontrés
Dans l'ordre d'apparition
- Chasseurs de primes et races : Gran, Rodien, Gamoréen, Tusken, Trandoshan.

- Impériaux : Stormtrooper (simple, capitaine, armé de fusil à répétition, armé de lance-missile) Officier, Sous-officier.

- Droïdes et engins : Droïde d'entraînement, Droïde de surveillance mk IV, Droïde sonde viper, Tourelle de défense, AT-ST.

- Autres monstres : Insecte à dard, Tentacule marin, Monstre marin rouge, Monstre de la Vallée des Jedi.

- Élite du côté obscur de Jerec : Yun, Gorc, Pic, Maw, Sariss, Boc, Jerec.

## Système de jeu
La principale distinction entre Dark Forces et Dark Forces II est l'apparition de la Force. Au fur et à mesure que le personnage progresse dans le jeu, il apprend à s'en servir et doit faire le choix entre le côté obscur et le côté lumineux.
Le joueur incarne Kyle Katarn, un ex-agent d'espionnage de l'Empire passé contrebandier lorsqu'il apprit l'implication des impériaux dans la mort de son père, avant qu'il ne rejoigne finalement l'Alliance rebelle. Il a fait ses preuves dans le premier opus de Dark Forces, au cours duquel il a volé les plans de la première Étoile Noire. Durant sa quête, il apprend à devenir un Jedi pour venger la mort de son père, Morgan Katarn, tué par le Jedi Noir⁣⁣, Jerec, et pour défendre la Vallée des Jedi, convoitée par ce dernier et ses acolytes.
Kyle est soutenu et assisté par Jan Ors, contrebandière, espionne rebelle, et surtout pilote de talent qui lui fait quitter l'Empire et le sauve à de nombreuses occasions.
Le jeu se joue comme un FPS, mais Kyle Katarn peut aussi être contrôlé en vue à la troisième personne. Il semblerait d'une manière générale que les joueurs s'entendent à dire ce que le personnage soit plus maniable en vue à la première personne lorsqu'il s'agit d'utiliser des armes à feu (dû à une absence de viseur à la troisième personne), mais que la troisième personne procure une meilleure maniabilité du sabre laser.
Le jeu propose plusieurs manières de pointer en direction des ennemis via les pouvoirs de la Force.
Il est possible de personnaliser le personnage jouable en choisissant un nombre de points de compétences (quatre au maximum par sort) à allouer à chaque pouvoir de la force. Ces points sont engrangés au fur et à mesure de l'aventure.
Les personnages du mode multijoueur sont caractérisés selon un fichier texte présent dans le dossier du jeu, qui regroupe les caractéristiques de base du personnage : modèle du personnage, couleur du sabre, nom et pouvoirs. Les pouvoirs sont exprimés en fonction du nombre de points de compétences associés à chacun, et les pouvoirs vides sont présents, mais associés du chiffre zéro.
S'il est impossible d'avoir un personnage ayant plus du nombre maximum de points attribuables, il est en revanche possible, en éditant le fichier texte, d'avoir des pouvoirs en même temps dans le côté obscur et le côté lumineux, et de faire coexister par exemple, l'étranglement, la destruction, les soins et la cécité.

## Postérité
Un roman de William C. Dietz, inspiré du jeu vidéo, est le dernier volume de la série Dark Forces (roman non traduit en France).